# معركة إبسوس
معركة إبسوس قامت بين بعض ملوك طوائف الإسكندر (خلفاء الإسكندر الأكبر) في عام 301 ق.م. قرب قرية إبسوس في فريجيا في الأناضول. في هذه المعركة هزم سلوقس الأول وليسيماخوس خصمهما أنتيغونوس الأول مونوفثالموس الذي خرّ صريعًا في القتال.

## وصلات خارجية
- معركة إبسوس